# Sorgho fourrager
Pour les articles homonymes, voir Sorgho (homonymie).
Taxons concernés
Espèces et hybrides du genre Sorghum (Poaceae :
- Sorghum bicolor (L.) Moench
- Sorghum sudanense (Piper) Stapf
- Sorghum halepense (L.) Pers.modifier

Les sorghos fourragers sont des espèces de plantes monocotylédones du genre Sorghum (famille des Poaceae ou Graminées), probablement originaires d'Afrique de l'Est, qui sont cultivées comme plantes fourragères pour être utilisées dans l'alimentation animale.

## Caractéristiques
On distingue plusieurs types de sorghos fourragers :
- sorghos fourragers « multicoupe » : Sorghum sudanense ou Sorghum bicolor ×Sorghume sudanense, appelé aussi « sorgho hybride » ;
- sorghos fourragers « unicoupe », qui sont en fait des cultivars du Sorghum bicolor, utilisés aussi pour la production de grains.

Les sorghos fourragers sont des plantes annuelles, sensibles au froid.
Proche du maïs, ils sont plus résistant que ce dernier à la sécheresse grâce à leur système racinaire. Certains types sont adaptés au pâturage.
Les Sudan grass sont très hauts, plus de 2 mètres. Les hybrides et les sorgho bicolor sont plus courts.

## Variétés cultivées
Le principal critère de choix est le type selon que l'on souhaite le faire paître ou l'ensiler.
Pour les sorghos fourragers multicoupe, 11 variétés sont inscrites au Catalogue officiel des espèces et variétés soit comme Sudan (Piper), comme Sudan x Sudan (Alpilles), ou sudanense x bicolor et 17 pour les sorghos fourragers unicoupe qui sont aussi des Sorghum sudanense x bicolor . Plus de 50 variétés sont inscrites au catalogue européen comme sorghos fourragers hybrides et 17 en sorgho du Soudan. 

## Culture
La culture s'est développée en Europe du Nord en remplacement du maïs ensilage en zone chaude et sèche en été, souvent en culture intermédiaire
.
Le semis se fait à 2 cm de profondeur à 200 000 à 250 000 graines/ha avec un écart entre les rangs de 75 à 80 cm. Les sols trop motteux ou les semis profonds de plus de trois centimètres rendent la levée difficile. 
Leur faible vigueur au départ de la plantule justifie un apport de phosphate rapidement assimilable, du semis jusqu'au stade 6-8 feuilles, période cruciale pour les rendements du sorgho.

## Ennemis
De même que le maïs, le sorgho craint les larves de taupins, notamment en semis derrière prairie.

## Récolte et utilisation
Les types unicoupe sont généralement récoltés entiers à maturité pour être stockés sous forme d'ensilage ou de haylage (ensilage mi-fané, 50 % de matière sèche).

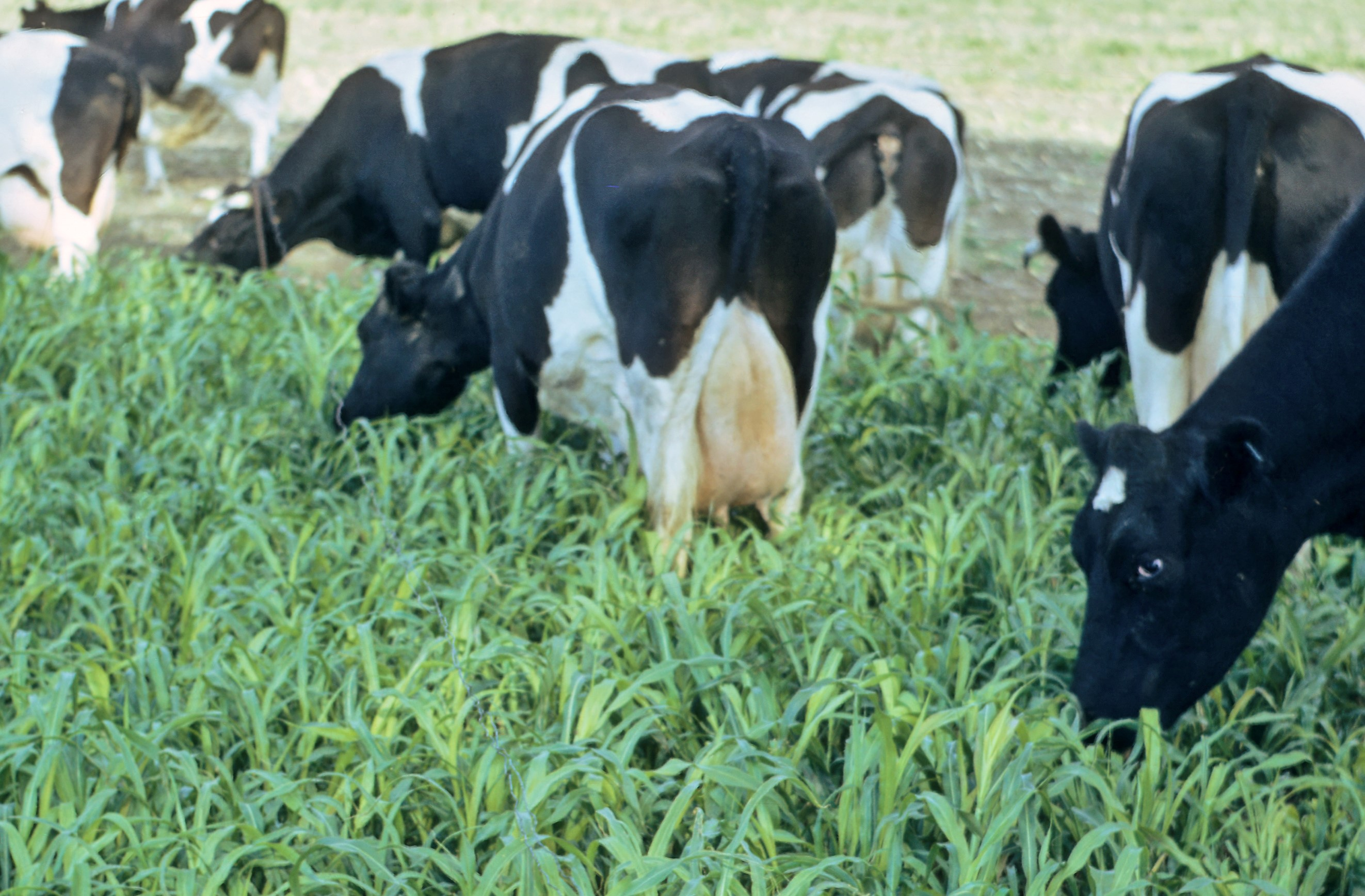
Vaches laitières paissant une parcelle de sorgho fourrager.

Les sorghos multicoupe de type Sudan grass sont plutôt destinés au pâturage.

### Valeur nutritionnelle
La valeur alimentaire des sorghos fourragers est particulièrement bonne lorsqu'on utilise des plantes jeunes en pâturage ou en affouragement en vert (0,70 U.F./kg, digestibilité 70-72 %, 120-150 g M.A.D./kg de M.S.).
Les jeunes plants ne doivent pas être pâturés avant d’avoir atteint 45 cm de haut, car ils contiennent un glycoside cyanogène, la dhurrine, susceptible de se transformer en acide cyanhydrique dans l'intestin des animaux.

### Sources externes
- Hugues P., « Les sorghos fourragers », Fourrages, no 27,‎ 1966, p. 71-107 (lire en ligne).